# Таберна
Таберна (лат. taberna, от слова «табула» — доска, множественное число tabernae) — заведение, которое было типом магазина или киоска в древнем Риме. Первоначально означая магазин с одной комнатой для продажи товаров и услуг, таберны часто располагались в жилых домах на уровне дороги, примыкающей к фасадам, около главного входа в дом, с одной стороной, выходящей на улицу.
Согласно «Кембриджской древней истории», таберна была «единицей розничной торговли» в Римской империи и местом, где осуществлялись многие виды экономической деятельности и множество услуг, включая продажу приготовленной еды (смотри Таверна), вина и хлеба.

## Магазины
По мере того, как Римская империя становилась более процветающей, таберны также были основаны на больших закрытых рынках и часто были закрыты цилиндрическими сводами. У каждой таберны на рынке было окно над входом, через которое свет проникал на деревянный чердак исполняющий роль подсобного помещения, и широкий дверной проём. Известным примером такого внутреннего рынка является Рынок Траяна в Риме, построенный в начале I века Аполлодором Дамаскинским.
Магазины состояли из одной комнаты с прилавком, выходящим на улицу. В нём римляне представили весь свой ассортимент товаров. Часто эти таберны были семейным делом. Магазины с большими торговыми площадями были доступны только для товаров «высокого класса», таких как текстиль. Время работы, за исключением часового перерыва на обед, было в течение всего дня в будние и праздничные дни. Для защиты от взлома торговцы использовали деревянные ставни и, при необходимости, дополнительные цепи. Так называемые «линтея» (парусиновые шторы) и дверные косяки использовались для прикрепления рекламы. Магазины также были распределены по жилым кварталам, что также позволило сократить торговые маршруты для жителей.
Выражение tabernae (множественное число) также использовалось для обозначения промежуточной станции или гостиницы на дорогах между городами, где богатым путешественникам нужно было остановиться, если надо было иметь уровень сервиса получше, чем «cauponae», и когда официальный постоялый дом «мансио» был закрыт для них. По мере роста Римской империи росли и её таберны, становясь всё более роскошными и обретая хорошую или плохую репутацию.

## Важность
Таберны произвели революцию в римской экономике, потому что они были первыми постоянными розничными структурами в городах, что означало постоянный рост и расширение экономики. Таберны предоставляли места для продажи различных сельскохозяйственных и промышленных товаров, таких как пшеница, хлеб, вино, украшения и другие предметы. Вполне вероятно, что таберны также были сооружениями, где бесплатно раздавали зерно населению. Более того, таберны использовались в качестве меры для повышения социального продвижения классa вольноотпущенников. Хотя занятие купцом не особо ценилось в римской культуре, оно всё же распространялось среди вольноотпущенников как средство установления финансовой стабильности и, в конечном итоге, некоторого влияния в местных органах власти.